# 獅子會蔣翠琼中學
獅子會蔣翠琼中學（英語：Lions Clubs International Tseung Chui King College），原稱獅子會職業先修中學，由獅子會教育基金於1992年申辦，並於翌年獲批現址用地開辦工業中學，至1996年正式創立，位於香港新界葵涌，佔地6622平方米。校舍樓高6層，於1996年9月正式啓用。因時代發展，學校在1997年於教育署的批准下更名為獅子會中學，並逐步開辦一般文法中學的科目。而學校改善工程在2004年底完竣，增加了更多教學及活動空間。學生大多來自基層家庭，曾為全港最低17間家庭入息學校之一。2024年1月，學校承蒙蔣翠琼女士慷慨捐助，在各持分者支持及教育局批准下，校名正名為獅子會蔣翠琼中學。學校會繼續以辦學團體獅子會「我們服務」的精神服務社區。

## 辦學宗旨
貫徹校訓『忠、禮、勤、樸』精神，並主張德、智、體、群、美，五育並重的均衡發展，致力培養學生成為盡責任、懂尊重、願關愛和有良好兩文三語基礎的優秀公民。

## 學校環境及設備
學校擁有24間標準課室、禮堂1座，特別室14間、兩層寬敞圖書館1間、導修室5間、電腦室2間、STEM教學學習室1間、健身室1間、多用途活動室1間，虛擬教室暨壯志飛翔訓練中心1間、生涯規劃輔導室1 間。所有教學室配備電腦、電子白板等周邊設施作輔助教學之用，全校裝置冷氣。

## 價值
校訓
| 忠 | 盡心竭力 |
| 禮 | 尊重謙虛 |
| 勤 | 努力不懈 |
| 樸 | 清淳自然 |

## 歷任校長
- 陳景麟（1996-1998）
- 林日豐（1998-2020）[11]
- 郭銳涵（2020-現在）[12]畢業於職業先修中學[13]

## 外部連結
- 獅子會
- 獅子會中學 （页面存档备份，存于）
- 獅子會中學概覽
- 打破體藝女足11年壟斷 獅子會首登后座 （页面存档备份，存于）
- 有學校利用退役小型飛機及飛行模擬課程 讓學生感受做機師 (TVB新聞) （页面存档备份，存于）